# Цукићи
Цукићи воде порекло од војводе жупске кнежине крушевачке нахије Павла Цукића, који је био и један од вођа Другог српског устанка. Из породице Цукић је др Коста Цукић, министар.

## Порекло
Цукићи су се, према предању доселили из Рашке из места Крчмар (Дежева) у дежевском крају код Новог Пазара у Шумадију у првој половини XVIII века, да би се око 1760. населили у Крчмарима. Село је названо Доње Крчмаре, за разлику од насеља у данашњим Малим Крчмарима, које је на већој надморској висини. Презиме Цукић добили су по удовици са надимком Цука, која је највероватније мајка првих забележених Цукића Петра и Станка Цукића. Цукићи су били бројно братство.
Павле Цукић је имао два брата Маринка и Живана Цукића.

## Војвода Павле Цукић (~1772-1817)
Војвода жупске кнежине крушевачке нахије до 1812. Павле Цукић, родом из Крчмара лепеничка кнежина крагујевачке нахије. Цукић је 1812. одлуком Правитељствујушчег совјета, смењен са положаја војводе, због злоупотреба у вршењу дужности. Пошто се одметнуо за њим и за Петром Николајевићем Молером расписана је државна потерница са смртном пресудом. Пошто се предао добио је опроштај, али је дошао у неспоразум са новопостављеним војводом на истој кнежини Милошем Сарановцем.
Након неспоразума и буне против кнеза Милоша, војвода Павле Цукић убијен је у Рогачи, Сопот, где је и сахрањен. Надгробни споменик војводе Павла Цукића 1987. године је утврђен за споменик културе (СК 229, ЦР 808), док је у потпуности обновљен 2006.
Војвода Павле Цукић два пута се женио. Односно имао је две жене, једну која је била у емиграцији у Срему и другу у Србији. Касније су обе живеле у његовој кући заједно и после његове смрти.
Војвода Павле Цукић имао је ванбрачног сина кога је усинио Петра Лазаревића Цукића, који је са Аном, кћерком војводе Петра Николајевића Молера имао сина Косту Цукића, министра финансија.
Друга жена, удовица војводе Павла Цукића, у другом браку са капетаном Стеваном Пироћанцем добила је сина Милана Пироћанца, државника, председника 31. владе Србије.

## Пуковник Петар Лазаревић Цукић (1795+1849)
Петар Лазаревић Цукић, родом из Стопање код Крушевца, био је ванбрачни син и посинак војводе Павла Цукића. Војвода Павле Цукић дао је Петра Цукића на старање кнезу Милошу, па је Петар Цукић одрастао у кнез Милошевој кући.
Пуковник Петар Цукић, начелник округа крушевачког, управитељ Београда, пуномоћник кнеза Милоша, варошки кнез у Карановцу, данашњем Краљеву био је ожењен Аном Молеровић, кћерком војводе Петра Николајевића Молера. Кнез Милош је њихово свадбено весеље приредио у кнежевом двору у Топчидеру.
Петар и Ана Цукићи имали су синове др Косту Цукића министра и Лазара Цукића, који је 1857. био потпоручник и државни стипендиста, и кћерке Јелисавету удату Петронијевић и другу кћерку удату за Милоша Милојевића.
После смрти прве жене Ане Цукић, рођ. Молеровић, Петар Цукић се оженио Маријом Јовановић, чији брат Стојан Јовановић је узео презиме Цукић. Петар Цукић је са Маријом имао Милана Цукића (студент Лицеја 1852.

## Стојан Јовановић Цукић (1818—1844)
Друга жена Петра Цукића била је Марија сестра Стојана Јовановића (Цукића) вође Катанске буне, који је погинуо у Буковици (7. октобар 1844). Имали су још једну сестру Тону Цукић (Милошеву свастику). Стојан Јовановић је био син Јована Шишмановића београдског базрђанбаш и мајке Пеме.
Основну школу је завршио у Београду и ту кренуо у Велику школу, с којом је прешао у Крагујевац и завршио је 1836. године. Немачки језик је научио у Панчеву. Каријеру је отпочео у Крушевцу, као срески писар. Послат је као државни питомац у Беч 1839. године, да би неко време провео и у Паризу. Истицао се као жестоки противник Томе Вучића Перишића (1788+1859), па је после Вучићеве буне (1842) остао без стипендије. Налазио се на челу обреновићевских агитација и завера, од којих је посебно била важна Катанска буна (1844), у којој је погинуо 7. октобра 1844, у Буковици код Ваљева. Написао је приручник Француска граматика за оне који, без помоћи учитеља, хоће да уче француски језик, са посветом кнезу Михаилу.

### Мајор Лазар П. Цукић
Мајор Лазар П. Цукић . Петар и Ана Цукићи имали су синове др Косту Цукића министра и Лазара Цукића, који је 1857. био потпоручник и државни стипендиста и кћерке Јелисавету удату Петронијевић и другу кћерку удату за Милоша Милојевића.

### Др Константин Коста П. Цукић (1826—1879)
Др Константин Коста Цукић (1826—1879), министар финансија који је заслужан за увођење динара и први посланик Србије у Аустрији, дипломирао је у Бечу и докторирао у Хајделбергу. Био је професор Лицеја и ректор од 1848. Кнез Милош је на наговор кнеза Михаила понудио Кости Цукићу да формира владу, али се Цукић захвалио кнезу на поверењу правдајући да је са тридесет и три године премлад за тако висок положај.
Коста Цукић са Ангелином Аном Цукић, рођ. Лазић, кћерком Василија Лазића, благород. господ. секретара Конзисторије. Василије Лазић (сусак, Срем, 1798-Београд 1876). Завршио је гимназију и Богословију у Сремским Карловцима, а Правни факултет у Будимпешти. Адвокат и професор Учитељске школе у Сомбору. Прешао у Београд, где је био скеретар Београдске конзисторије до смрти. Друга кћерка Василија Лазића, Емилија која је превела Робинзона Крусоа (1845), а удала се за Емилијана Јосимовића (1830—1897), професора Велике школе, сина натпоручника Јосимовића из Војне границе. Јосимовићи су имали троје деце. Кћерка Анка Јосимовић, професор језика на Вишој девојачкој школи није се удавала и синове Миливоја и Николу. Миливоје Јосимовић је студирао технику у Београду и Бечу, предавао железнице и путеве, био је министар грађевина, директор Дирекције железница и Српског бродарског друштва. Имао је три сина. Миливојев син инж. Душан Јосимовић (рођ. 1900 жив 1976). Канцеларија Емилијана Јосимовића у којој су прављени планови регулације Београда била је у Господар Јевремовој улици између Капетан Мишине и Змај Јовине (кн. Љубице), 1867. године, на Дорћолу.
Коста Цукић и Ангелина Лазић су имали шесторо деце, три сина и три кћерке - Михаила Мишу, Николу, Петра, Јелену.

#### Михаило К. Цукић
Михаило Миша Цукић је био чиновник министарства финансија, а потом министарства иностраних дела, начелник, посланик, потом секретар државног савета. Михаило Цукић, син Косте Цукића, оженио се Милицом Орешковић, кћерком пуковника Антонија Орешковића (1829—1906), сина граничарског официра Вука Орешковића из официрске породице Орешковић, чији један огранак се порумунио и узео презиме Ауреску . и Драге Рајовић, кћерке Цветка Рајовића, председника владе и Милице, кћерке војводе Вула Илића Коларца. Милица Цукић била је дворска дама и блиска пријатељица краљице Наталије, чије место је после смрти заузела њена сестра Ружица Орешковић, која је остала уз краљицу до њене смрти 1941. Наталија, кћерка Милоша и Милице Цукић такође је била уз краљицу Наталију са којом је заједно прешла у католичку веру и постала католичка калуђерица.
Син Михаила и Милице Цукић се звао Коста (по деди), правник, дипломата, био је ожењен са Јованком (Веса)Рибникар (отац Владислав Ф. Рибникар, мајка Милка Чолак-Антић).

##### Константин (Коста) М. Цукић
Коста (по деди) Цукић, правник, дипломата, био је ожењен са Јованком (Беца) Рибникар, кћерком Владисава Ф. Рибникара, и Милке Чолак-Антић, кћерке потпуковника Лазара Чолак-Антића).
Службовао је као секретар Југословенског краљевског посланства у Ватикану, где га је затекао почетак 2 св. рата.
После рата узима француско држављанство и наставља службовање у дипломатији за француску државу (Перу, Израел...). Коста и Беца нису имали деце, обоје су умрли у Француској где су и сахрањени.

#### Данићи
Јелена Цукић, кћерка Косте Цукића, била је дворска дама и блиска пријатељица краљице Наталије пре удаје за Ристу Данића, дипломату сина Данила Данића, државног саветника и унука Ристе Илче Данића и Наумке Данић, рођ. Момировић, кћерке кнеза моравске кнежине Момира Протића. Мајка Ристе Данића била је Катарина Данић, рођ. Симић, кћерка Матије Симића, државног саветника.
Браћа Ристе Данића су др Јован Данић, неуролог и психијатар и проф. др Димитрије Данић. Њихови блиски рођаци преко тетки Софије Гарашанин, рођ. Данић су Гарашани и Јелене Жујовић, рођ. Данић су Жујовићи.
Риста Данић и Јелена Данић, рођ. Цукић имали су сина Данила Данића. Нема потомства.

##### Данило Данић
Данило Данић, правник син Ристе Данића и Јелене Данић, кћерке Косте Цукића.

#### Симићи
Једна кћерка Косте Цукића била је удата за Стојана А. Симића.

### Петронијевићи
Кћерка Петра Цукића и Ане Молеровић, Јелисавета, сестра Косте Цукића, била је удата за Милана Петронијевића, (1831-1914), заступник председника министарског савета (в. д. председника владе), кнежевски и краљевски посланик у Цариграду и Берлину сина Аврама Петронијевића, намесника кнежевског достојанства. Милан Петронијевић, удовац, био је раније ожењен Клеопатром Карађорђевић, Карађорђевом унуком и сестром краља краља Петра I Карађорђевића.
Милан Петронијевић (1831—1914) и Јелисавета Петронијевић рођ. Цукић (1837—1915) имали су једног сина Милоша и две кћерке Ану.

#### Милош Петронијевић (1859—1929)
Милош Петронијевић (1859—1929), син Милана Петронијевића и Јелисавете Цукић, и унук Аврама Петронијевића, праунук војводе Павла Цукића и војводе Петра Николајевића Молера, био је лични секретар краља Александара Обреновића. После Мајског преврата заједно са Велимиром Тодоровићем, бившим министром унутрашњих послова, био је политички прогањан под изговором да је проневерен новац имања које је ванбрачни син кнеза Михаила Велимир Михаило Теодоровић оставио као задужбину српском народу.
Милош Петронијевић је био ожењен кћерком Милана Пироћанца, председника министарског савета, чија је мајка, иначе била удовица војводе Павла Цукића. Имали су сина Милана Петронијевића (1912—1929).
Петронијевићи почивају у гробници Пироћанаца на Новом гробљу у Београду. Пошто је сестра Милана Пироћанца, Савка, кћерка Стевана Недељковића Пироћанца, среског начелника била удата за генерала Павла Јуришића Штурма (1848—1922), сина Отона Штурма, управника ловишта цара Вилхелма у истој гробници сахрањен је и прослављени генерал.

#### Маринковићи

##### Павле Маринковић, министар
Ана Петронијевић, кћерка Милана Петронијевића и Јелисавете Петронијевић, рођ. Цукић била је удата за министра просвете и црквених дела Павла Маринковића, сина Димитрија Маринковића, министра правде, председника Сената Краљевине Србије, судије. Маринковићи су пореклом из Параћина. Павле Маринковић, трговац из Параћина, заслужан је за обнову цркве Свете Петке око 1820, а Петар Маринковић био је срески начелник у Параћину. Др Војислав Маринковић (1876—1935), брат Павла Маринковића био је ожењен Аном Лозанић (1881—1973), сликарком, кћерком др Симе Лозанића и Стане Лозанић, праунуке господар Томе Вучића Перишића, а унуком Ане Лозанић, из породице Вељковић из Параћина из које је и пашеног Павла Маринковића др Војислав Вељковић.

#### Вељковићи

##### Др Војислав Вељковић, министар
Друга кћерка Милана Петронијевића и Јелисавете Петронијевић, рођ. Цукић била је удата за министра др Војислава Вељковића, др права министра финансија и трговине, сина проф. др Стојана Вељковића, министра правде, професора Велике школе и брата Јована Вељковића, официра. Вељковићи су пореклом из Параћина. Јован и Стојан Вељковић из Параћина били су, заједно са Лешјанима, међу предводницима буне из 1832, након чега је Параћин припојен Кнежевини Србији. Јованов син је проф. др Стојан Вељковић, министар правде. Његов син др Војислав Вељковић, министар финансија и кћерка Милана Петронијевића нису имали деце

### Милош Милојевић (1840—1897)
Кћерка Петра Цукића и Ане Молеровић, сестра Косте Цукића била је удата за Милоша Милојевића (1840—1897), књижевника. Милош Милојевић је завршио студије на Универзитету у Москви, био је професор Богословије и гиманизије. За време ратова 1876-1878. предводио је ибарске устанике. Милојевић је скупљао народне пословице и изреке.
Нису имали деце.

### Недељковић-Пироћанац

#### Милан С. Пироћанац (1837–1897), председник владе
Милица, друга жена и удовица војводе Павла Цукића, у другом браку са капетаном Стеваном Недељковићем Пироћанцем (син трговца Недељка и Неде из села Шугрин под Бабиним зубом, коме је то био трећи брак, добила је синаове Милоја и Милана Пироћанца, државника, председника 31. владе Србије., као и кћерке Савку, Кату и Насту. Милан Пироћанац је имао полубраћу из очевог другог брака, Милоша и Љубомира и четвртог брака. Са братом Милошем Пироћанцем, окружним начелником у Параћину био је у присним односима. Рођена сестра Ката се удала за Анту Аранђеловића из Јагодине. Имала је кћерку Станију која је имала троје деце, Персиду (Прокупље), Илинку удату за Димитрија Славковића. Друга рођена сестра се удала за Глишу Томића из Јагодине. Имали су Анку, Станиславу и Милку удату за Јоцића телеграфисту.
Милан Пироћанац је са Јеленом Пироћанац (10. 4. 1859-28.4. 1877) рођеном Јанковић, кћерком др Младена Јанковића и добио сина Стевана (1877). У другом браку био је ожењен Амалијом М. Пироћанац (1859—1934), кћерком новосадског трговца Николе Миловановића (1831—1886) и мајке Марије, и са њом имао Стевана, Николу, Милоша и кћерку Анђелију.

##### Петронијевићи
Анћелијом Пироћанац (1882—1964), кћерком Милана Пироћанца оженио се Милош Петронијевић (1859—1923) син Милана Петронијевића (1831—1914) и Јелисавете Петронијевић рођ. Цукић (1847—1915), сестре Косте Цукића, кћерке Петра Цукића и унуке војводе Павла Цукића. Милош Петронијевић је имао сина Милана Петронијевића (1912—1929).

#### Илићи
Савка Пироћанац, кћерка јагодинског капетана Стевана Пироћанца и удовице војводе Павла Цукића, удала се за мајора Михаила Илића.

#### Генералштабни мајор Михаило Илић (1845—1876)
Мајор Михаило Илић, син Николе Илића, који је погинуо у борби против Турака код београдске Варош капије 1862. године, био је ожењен Савком Пироћанац, кћерком капетана Стевана Пироћанца и удовице војвове Павла Цукића, сестром Милана Пироћанца. Мајор Михаило Илић је јуначки погинуо у српско-турском рату. Имали су кћерку јединицу Јелену Илић, рођену 1873. године, која је била штићеница краљице Наталије, која ју је удала за поручника (касније пуковника) Милутниа Мишковића. Удовица Савка удала се потом за капетана Павла Јуришића Штурма, будућег генерала.

#### Генерал Павле Јуришић-Штурм (1848—1922)
Савка Илић, рођ. Пироћанац, удовица мајора Михаила Илића била је удата за генерала Павла Јуришића Штурма, који је усвојио Јелену, кћерку мајора Михаила Илића. Јелена је била удата за пуковника Милутина Г. Мишковића.

##### Пуковник Милутин Г. Мишковић
Јелена Илић, кћерка мајора Михаила Илића и Савке Пироћанац, сестричина Милана Пироћанца, удала се 1890. за поручника (касније пеш. пуковника) Милутина Мишковића (1862- ) из 15. кл ВА, сина пуковника Грује Мишковића (1825—1880). Краљица Наталија је Јелени дала мираз од 12 дуката. Имали су шесторо деце Грујицу (1891—1914), Михаила (1893—1915), Војина (1897—1966) и Драгојла (1902—1980) и кћерке Радмилу и Милеву (1900—1962). Сви синови су завршили Војну академију и били официри. Два најстарија сина поручници Грујица Мишковић и Михаило Мишковић погинули су у Првом светском рату.

###### Поручник Грујица М. Мишковић (1891—1914)
Артиљеријски поручник Грујица Мишковић (41. кл. ВА) погинуо је 7. септембра 1914. године на Мачковом камену.

## Маринко Цукићa (1765–око 1823),
Маринко Цукић је био брат војводе Павла Цукића.
Имао је сина Јанка Цукића.

### Газда Јанко М. Цукић (1797–1861)
Јанко М. Цукић, поседник и трговац, син је Маринка Цукића. Имао је сина Симеуна Цукића.
Код газда Јанка М. Цукића радио је Милић Домановић, отац свештеника Алексе Домановића и учитеља Милоша Домановића. Милић је деда Радоја Домановића по оцу Милошу.

#### Газда Симеун Ј. Цукић (1822–1870)
Газда Симеун Ј. Цукић (1822–1870) син Јанка Цукића, имао је велико имање. 
Имао је кћерку Персиду Персу из првог брака и кћерку Ану из другог брака.

#### Персида Домановић рођ. С. Цукић
Персида П. Цукић, кћерка газде Симеуна Ј. Цукића се удала за Милоша М. Домановића учитеља, брата свештеника Алексе Домановића. Милош најмлађи син Милића Домановића, учитељ, унук је Вучића Тимотијевића Домановић (1761—1847), који се доселио у Горње Јарушице у Шумадију из херцеговачког села Домановићи код Мостара. Вучићеви синови су били Петар, Милић, Милан и Радојко.
Персида је од оца Симеуна Цукића добила у наследство велико имање које су Домановићи давали у наполичарима да обрађују.
Син Милоша Домановића и Персиде Цукић је Радоје Домановић.

##### Радоје Домановић (1873—1908)
Праунук Маринка Цукића брата војводе Павла Цукића по мајци Персиди Цукић је Радоје Домановић (1873—1908).
Радоје Домановић имао је са Наталијом Домановић, рођ. Ристић (1875—1939) имао троје деце Драгишу, Зорана и Даницу.
- Зоран Р. Домановић (1905—1944), правник, судија и књижевник.
- Даница Љ. Радовановић, рођ. Домановић (1896—1956), била је удата за Љубомира В. Радовановића (1894—1975), амбасадора. Њихова деца су Радоје Љ. Радовановић (1921—1967), књижевник и др Веља Љ. Радовановић, хирург (1921—1971) .[12]

## Сродство
Цукићи су у сродству са Орешковићима,Молеровићима, Грујићима, Петронијевићима, Симићима и др.